# Rivera de Chanza
Rivera de Chanza este o arie protejată (arie specială de conservare — SAC, sit de importanță comunitară — SCI) din Spania întinsă pe o suprafață de 421,65 ha, integral pe uscat.

## Localizare
Centrul sitului Rivera de Chanza este situat la coordonatele 37°57′20″N 7°12′41″W / 37.9555°N 7.2115°V.

## Înființare
Situl Rivera de Chanza a fost declarat sit de importanță comunitară în decembrie 2000 pentru a proteja 15 specii de animale. Situl a fost protejat și ca arie specială de conservare în martie 2015.

## Biodiversitate
Situată în ecoregiunea mediteraneană, aria protejată conține 7 habitate naturale: Păduri de Quercus ilex și Quercus rotundifolia, Tufărișuri termo-mediteraneene și de pre-deșert, Dehesas cu Quercus spp. perene, Pajiști uscate europene, Galerii și tufărișuri riverane sudice (Nerio-Tamaricetea și Securinegion tinctoriae), Roci stâncoase cu vegetație pionieră de Sedo-Scleranthion sau Sedo albi-Veronicion dillenii, Păduri termofile cu Fraxinus angustifolia.
La baza desemnării sitului se află mai multe specii protejate:
- păsări (3): Aquila fasciata, buha (Bubo bubo), barză neagră (Ciconia nigra)
- amfibieni (1): Discoglossus galganoi
- mamifere (3): vidră de râu (Lutra lutra), râs iberic (Lynx pardinus), liliacul mare cu potcoavă (Rhinolophus ferrumequinum)
- pești (6): Anaecypris hispanica, Cobitis paludica, Iberochondrostoma lemmingii, Luciobarbus comizo, Pseudochondrostoma willkommii, Squalius alburnoides
- reptile (2): țestoasa de baltă (Emys orbicularis), Mauremys leprosa

Pe lângă speciile protejate, pe teritoriul sitului au mai fost identificate 1 specie de plante, 1 specie de amfibieni, 1 specie de pești.